# Jimmy Neutron, geniu de buzunar
Jimmy Neutron, geniu de buzunar (titlu original: Jimmy Neutron: Boy Genius) este un film 3D de animație din anul 2001 produs de studioul Nickelodeon Movies și lansat de Paramount Pictures.

## Distribuție
- Debi Derryberry - Jimmy Neutron
- Patrick Stewart - Goobot
- Martin Short - Ooblar
- Rob Paulsen - Carl Wheezer
- Carolyn Lawrence - Cindy Vortex
- Jeffrey Garcia - Sheen Estevez
- Crystal Scales - Libby Folfax
- Frank Welker - Goddard
- Candi Milo - Nick Dean
- David L. Lander - Gus
- Megan Cavanagh - Judy Neutron
- Mark DeCarlo - Hugh Neutron